# Beilschmiedia lanatella
Beilschmiedia lanatella är en lagerväxtart som beskrevs av André Joseph Guillaume Henri Kostermans. Beilschmiedia lanatella ingår i släktet Beilschmiedia och familjen lagerväxter. Inga underarter finns listade i Catalogue of Life.